# Анже-4 (кантон)
Анже-4 (фр. Angers-4) — кантон во Франции, находится в регионе Пеи-де-ла-Луар, департамент Мен и Луара. Входит в состав округа Анже.

## История
Кантон Анже-4 был создан в 1973 году и упразднен в 1985 году. В результате административной реформы 2015 года кантон Анже-4 был вновь образован; в его состав вошли часть города Анже и отдельные коммуны упраздненных кантонов Анже-Нор и Анже-Нор-Уэст.
С 1 января 2016 года состав кантона изменился: коммуны Ла-Меньян, Ла-Мамброль-сюр-Лонгне и Ле-Плесси-Масе вместе с коммуной Прюйе кантона Тьерсе образовали новую коммуну Лонгне-ан-Анжу.

## Состав кантона с 1 января 2016 года
В состав кантона входят коммуны (население по данным Национального института статистики за 2020 г.):
- Аврийе (14 727 чел.)
- Анже (14 753 чел., северо-западные кварталы)
- Лонгне-ан-Анжу (5 613 чел., частично)
- Монтрёй-Жюинье (7 791 чел.)

## Политика
На президентских выборах 2022 г. жители кантона отдали в 1-м туре Эмманюэлю Макрону 36,9 % голосов против 21,3 % у Жана-Люка Меланшона и 14,5 % у Марин Ле Пен; во 2-м туре в кантоне победил Макрон, получивший 74,4 % голосов. (2017 год. 1 тур: Эмманюэль Макрон – 30,6 %, Франсуа Фийон – 22,9 %, Жан-Люк Меланшон – 18,9 %, Марин Ле Пен – 11,9 %; 2 тур: Макрон – 80,3 %).
С 2021 года кантон в Совете департамента Мен и Луара представляют вице-мэр коммуны Лонгне-ан-Анжу Флоранс Люка (Florence Lucas) и бывший вице-мэр города Анже Жан-Люк Ротюро (Jean-Luc Rotureau) (оба – Разные левые).
|                | Кандидаты                   | Партия                   | Первый тур | Первый тур     | Второй тур | Второй тур |
| Кол-во голосов | Кандидаты                   | Партия                   | % голосов  | Кол-во голосов | % голосов  |            |
| -------------- | --------------------------- | ------------------------ | ---------- | -------------- | ---------- | ---------- |
|                | Флоранс Люка Жан-Люк Ротюро | Разные левые             | 4 212      | 48,63          | 4 840      | 52,99      |
|                | Жан Аллигон Карин Энгель    | Разные правые            | 3 403      | 39,29          | 4 294      | 47,01      |
|                | Жоэль Пике Женнифер Тентийе | Национальное объединение | 1 046      | 12,08          |            |            |

|                | Кандидаты                       | Партия                  | Первый тур | Первый тур     | Второй тур | Второй тур |
| Кол-во голосов | Кандидаты                       | Партия                  | % голосов  | Кол-во голосов | % голосов  |            |
| -------------- | ------------------------------- | ----------------------- | ---------- | -------------- | ---------- | ---------- |
|                | Жан-Люк Ротюро Мари-Элен Шуто   | Разные левые            | 2 511      | 19,93          | 6 051      | 51,34      |
|                | Филипп де ла Бинь Карин Энгель  | Разные правые           | 3 954      | 31,38          | 5 736      | 48,66      |
|                | Катрин Жамиль Мишель Удбин      | Социалистическая партия | 2 373      | 18,83          |            |            |
|                | Селия Орто Марио Труань         | Национальный фронт      | 2 022      | 16,05          |            |            |
|                | Ромен Лаво Эстель Лемуэн-Мольни | Европа Экология Зелёные | 1 064      | 8,45           |            |            |
|                | Стефани Дюперу Мартьяль Лоне    | Коммунистическая партия | 675        | 5,36           |            |            |